# Flickingeria
Flickingeria é um género botânico pertencente à família das orquídeas (Orchidaceae).

## Espécies
1. Flickingeria abhaycharanii Phukan & A.A.Mao, Orchid Rev. 113: 22 (2005).
2. Flickingeria agamensis (J.J.Sm.) J.B.Comber, Orchids: 694 (2001).
3. Flickingeria albopurpurea Seidenf., Dansk Bot. Ark. 34: 48 (1980).
4. Flickingeria angulata (Blume) A.D.Hawkes, Orquídea (Rio de Janeiro) 27: 301 (1965).
5. Flickingeria angustifolia (Blume) A.D.Hawkes, Orquídea (Rio de Janeiro) 27: 301 (1965).
6. Flickingeria appendiculata (Blume) A.D.Hawkes, Orquídea (Rio de Janeiro) 27: 302 (1965).
7. Flickingeria aureiloba (J.J.Sm.) J.J.Wood, Orchadian 7: 145 (1982).
8. Flickingeria bancana (J.J.Sm.) A.D.Hawkes, Orquídea (Rio de Janeiro) 27: 302 (1965).
9. Flickingeria bicarinata (Ames & C.Schweinf.) A.D.Hawkes, Orquídea (Rio de Janeiro) 27: 302 (1965).
10. Flickingeria bicolor Z.H.Tsi & S.C.Chen, Acta Phytotax. Sin. 33: 204 (1995).
11. Flickingeria bicostata (J.J.Sm.) A.D.Hawkes, Orquídea (Rio de Janeiro) 27: 302 (1965).
12. Flickingeria calocephala Z.H.Tsi & S.C.Chen, Acta Phytotax. Sin. 33: 203 (1995).
13. Flickingeria calopogon (Rchb.f.) A.D.Hawkes, Orquídea (Rio de Janeiro) 27: 302 (1965).
14. Flickingeria candoonensis (Ames) Fessel & Lückel, Orchidee (Hamburg) 49: 252 (1998).
15. Flickingeria celebensis (J.J.Sm.) S.Thomas, Schuit. & de Vogel, Lindleyana 17: 34 (2002).
16. Flickingeria chrysographata (Ames) A.D.Hawkes, Orquídea (Rio de Janeiro) 27: 302 (1965).
17. Flickingeria clementsii D.L.Jones, Orchadian 14(8: Sci. Suppl.): ix (2004).
18. Flickingeria comata (Blume) A.D.Hawkes, Orchid Weekley 2(46): 453 (1961).
19. Flickingeria compressa Seidenf., Dansk Bot. Ark. 34: 31 (1980).
20. Flickingeria concolor Z.H.Tsi & S.C.Chen, Acta Phytotax. Sin. 33: 204 (1995).
21. Flickingeria convexa (Blume) A.D.Hawkes, Orquídea (Rio de Janeiro) 27: 303 (1965).
22. Flickingeria crenicristata (Ridl.) J.J.Wood, Lindleyana 5: 101 (1990).
23. Flickingeria dahlemensis (Schltr.) J.B.Comber, Orchids: 693 (2001).
24. Flickingeria denigrata (J.J.Sm.) J.J.Wood, Lindleyana 5: 101 (1990).
25. Flickingeria dimorpha (J.J.Sm.) S.Thomas, Schuit. & de Vogel, Lindleyana 17: 35 (2002).
26. Flickingeria dura (J.J.Sm.) A.D.Hawkes, Orquídea (Rio de Janeiro) 27: 303 (1965).
27. Flickingeria eurorum (Ames) A.D.Hawkes, Orquídea (Rio de Janeiro) 27: 303 (1965).
28. Flickingeria fimbriata (Blume) A.D.Hawkes, Orquídea (Rio de Janeiro) 27: 303 (1965).
29. Flickingeria flabelliformis (Schltr.) A.D.Hawkes, Orquídea (Rio de Janeiro) 27: 303 (1965).
30. Flickingeria flabelloides (J.J.Sm.) J.J.Wood, Lindleyana 5: 101 (1990).
31. Flickingeria forcipata (Kraenzl.) A.D.Hawkes, Orquídea (Rio de Janeiro) 27: 303 (1965).
32. Flickingeria fugax (Rchb.f.) Seidenf., Dansk Bot. Ark. 34: 46 (1980).
33. Flickingeria grandiflora (Blume) A.D.Hawkes, Orquídea (Rio de Janeiro) 27: 303 (1965).
34. Flickingeria guttenbergii (J.J.Sm.) J.B.Comber, Orchids: 693 (2001).
35. Flickingeria hesperis Seidenf., Nordic J. Bot. 2: 16 (1982).
36. Flickingeria heterobulba (Schltr.) S.Thomas, Schuit. & de Vogel, Lindleyana 17: 35 (2002).
37. Flickingeria homoglossa (Schltr.) A.D.Hawkes, Orquídea (Rio de Janeiro) 27: 304 (1965).
38. Flickingeria insularis Seidenf., Dansk Bot. Ark. 34: 31 (1980).
39. Flickingeria integrilabia (J.J.Sm.) A.D.Hawkes, Orquídea (Rio de Janeiro) 27: 304 (1965).
40. Flickingeria interjecta (Ames) A.D.Hawkes, Orquídea (Rio de Janeiro) 27: 304 (1965).
41. Flickingeria junctiloba Fessel & Lückel, Orchidee (Hamburg) 49: 254 (1998).
42. Flickingeria labangensis (J.J.Sm.) J.J.Wood, Lindleyana 5: 101 (1990).
43. Flickingeria laciniosa (Ridl.) A.D.Hawkes, Orquídea (Rio de Janeiro) 27: 305 (1965).
44. Flickingeria lonchigera (Schltr.) Schuit. & de Vogel, Blumea 48: 510 (2003).
45. Flickingeria luxurians (J.J.Sm.) A.D.Hawkes, Orquídea (Rio de Janeiro) 27: 305 (1965).
46. Flickingeria macraei (Lindl.) Seidenf., Dansk Bot. Ark. 34: 39 (1980).
47. Flickingeria nativitatis (Ridl.) J.J.Wood, Orchadian 7: 145 (1982).
48. Flickingeria nazaretii P.O'Byrne & J.J.Verm., Malayan Orchid Rev. 37: 92 (2003).
49. Flickingeria nodosa (Dalzell) Seidenf., Dansk Bot. Ark. 34: 41 (1980).
50. Flickingeria pallens (Kraenzl.) A.D.Hawkes, Orquídea (Rio de Janeiro) 27: 305 (1965).
51. Flickingeria pardalina (Rchb.f.) Seidenf., Dansk Bot. Ark. 34: 35 (1980).
52. Flickingeria parietiformis (J.J.Sm.) A.D.Hawkes, Orquídea (Rio de Janeiro) 27: 306 (1965).
53. Flickingeria parishii Seidenf., Dansk Bot. Ark. 34: 29 (1980).
54. Flickingeria paucilaciniata (J.J.Sm.) A.D.Hawkes, Orquídea (Rio de Janeiro) 27: 306 (1965).
55. Flickingeria pemae (Schltr.) A.D.Hawkes, Orquídea (Rio de Janeiro) 27: 306 (1965).
56. Flickingeria pseudoconvexa (Ames) A.D.Hawkes, Orquídea (Rio de Janeiro) 27: 306 (1965).
57. Flickingeria puncticulosa (J.J.Sm.) J.J.Wood, Kew Bull. 41: 819 (1986).
58. Flickingeria purpureostelidia (Ames) A.D.Hawkes, Orquídea (Rio de Janeiro) 27: 306 (1965).
59. Flickingeria quadriloba (Rolfe) A.D.Hawkes, Orquídea (Rio de Janeiro) 27: 306 (1965).
60. Flickingeria rhipidoloba (Schltr.) A.D.Hawkes, Orquídea (Rio de Janeiro) 27: 307 (1965).
61. Flickingeria rhodobalion (Schltr.) Brieger, Schlechter Orchideen 1(11-12): 742 (1981).
62. Flickingeria ritaeana (King & Pantl.) A.D.Hawkes, Orquídea (Rio de Janeiro) 27: 307 (1965).
63. Flickingeria schinzii (Rolfe) A.D.Hawkes, Orquídea (Rio de Janeiro) 27: 307 (1965).
64. Flickingeria schistoglossa (Schltr.) A.D.Hawkes, Orquídea (Rio de Janeiro) 27: 307 (1965).
65. Flickingeria scopa (Lindl.) Brieger, Schlechter Orchideen 1(11-12): 742 (1981).
66. Flickingeria sematoglossa (Schltr.) J.B.Comber, Orchids: 691 (2001).
67. Flickingeria shihfuana T.P.Lin & Kuo Huang, Taiwania 50: 292 (2005).
68. Flickingeria simplicicaulis (J.J.Sm.) A.D.Hawkes, Orquídea (Rio de Janeiro) 27: 307 (1965).
69. Flickingeria stenoglossa (Gagnep.) Seidenf., Dansk Bot. Ark. 34: 65 (1980).
70. Flickingeria tairukounia (S.S.Ying) T.P.Lin, Native Orchids Taiwan 3: 85 (1987).
71. Flickingeria tetralobata P.O'Byrne & J.J.Verm., Malayan Orchid Rev. 39: 80 (2005).
72. Flickingeria tricarinata Z.H.Tsi & S.C.Chen, Acta Phytotax. Sin. 33: 201 (1995).
73. Flickingeria trifurcata (Carr) A.D.Hawkes, Orquídea (Rio de Janeiro) 27: 307 (1965).
74. Flickingeria unibulbis Seidenf., Dansk Bot. Ark. 34: 54 (1980).
75. Flickingeria unicornis (Ames) A.D.Hawkes, Orquídea (Rio de Janeiro) 27: 307 (1965).
76. Flickingeria usterii (Schltr.) Brieger, Schlechter Orchideen 1(11-12): 742 (1981).
77. Flickingeria vietnamensis Seidenf., Opera Bot. 114: 205 (1992).
78. Flickingeria xantholeuca (Rchb.f.) A.D.Hawkes, Orquídea (Rio de Janeiro) 27: 307 (1965).